# Centro histórico de Cracovia
El centro histórico de Cracovia, declarado Patrimonio de la Humanidad en 1978, está dividido en tres zonas diferenciadas: la colina de Wawel, la ciudad medieval de Cracovia y el núcleo medieval de Kazimierz.
En el centro está la Rynek Główny, o plaza mayor o plaza del mercado (ya que posee un mercado de planta rectangular en medio), de gran tamaño para su fecha de construcción y numerosas iglesias como la basílica de Santa María (Kościoł Mariacki) (con dos torres desiguales), la iglesia de san Wojciech y otros tesoros nacionales como el complejo Sukiennice (que alberga mercado de telas y tallas, otras diversas tiendas y restaurantes, pero también el Museo nacional de arte de Cracovia). Allí se encuentra también la barbacana -una torre de defensa que formaba parte de una red de fortificaciones que circundaban la ciudad- y el Castillo de Wawel. El ayuntamiento es de planta circular.

## La colina deWawel

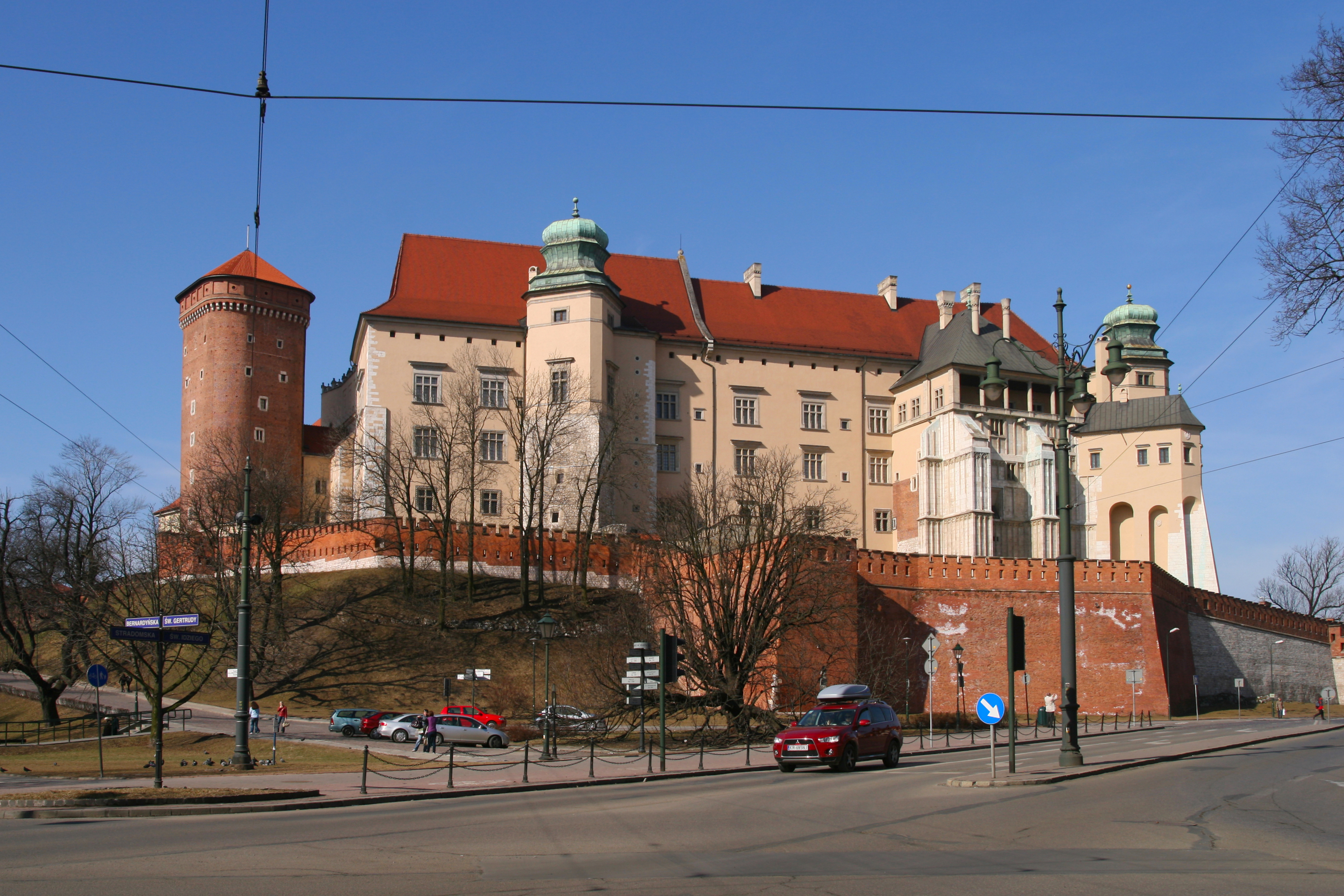
Castillo Real de Wawel.

Aquí se encuentran el Castillo Real de Wawel y la Catedral de San Wenceslao y San Estanislao.

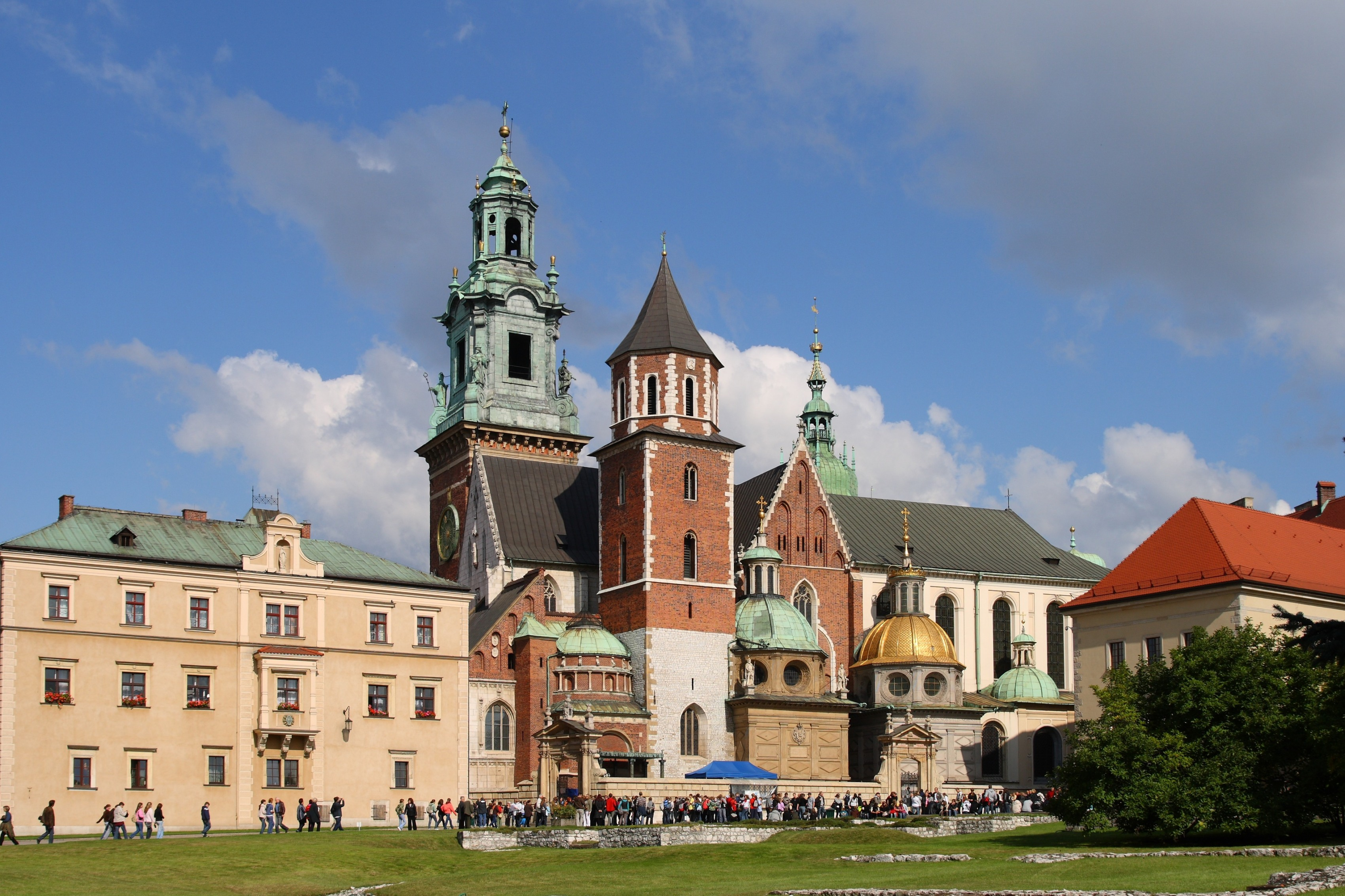
Catedral de San Wenceslao y San Estanislao.

El Castillo Real de Wawel ha sido residencia de la mayoría de los reyes de Polonia. En su origen era un castillo de estilo gótico, aunque fue profundamente reformado entre 1506 y 1537 bajo la dirección de arquitectos italianos. Es un edificio de tres plantas, adornado con arcadas, formado por cuatro alas que rodean un patio central. Entre la multitud de obras de arte que alberga, destaca una colección de tapices elaborados en Bruselas en la segunda mitad del siglo XVI; de un total de 356 tapices sólo 136 seconservan en la actualidad.
En la Catedral de San Wenceslao y San Estanislao están enterrados los reyes de Polonia. Construida entre 1320 y 1364, es una iglesia gótica de tres naves con transepto, ábside y deambulatorio. Posteriormente se le añadieron 18 capillas funerarias laterales de estilo renacentista, entre las que destaca la de Segismundo I, considerada la obra cumbre del arte renacentista en Polonia.

## La ciudad medieval de Cracovia
La ciudad medieval amurallada de Cracovia (Stare Miasto) tiene una arquitectura muy rica, con bellos ejemplos de estilos renacentista, barroco y gótico. Las altas fortificaciones que la rodean fueron edificadas entre los siglos XII y XIV.

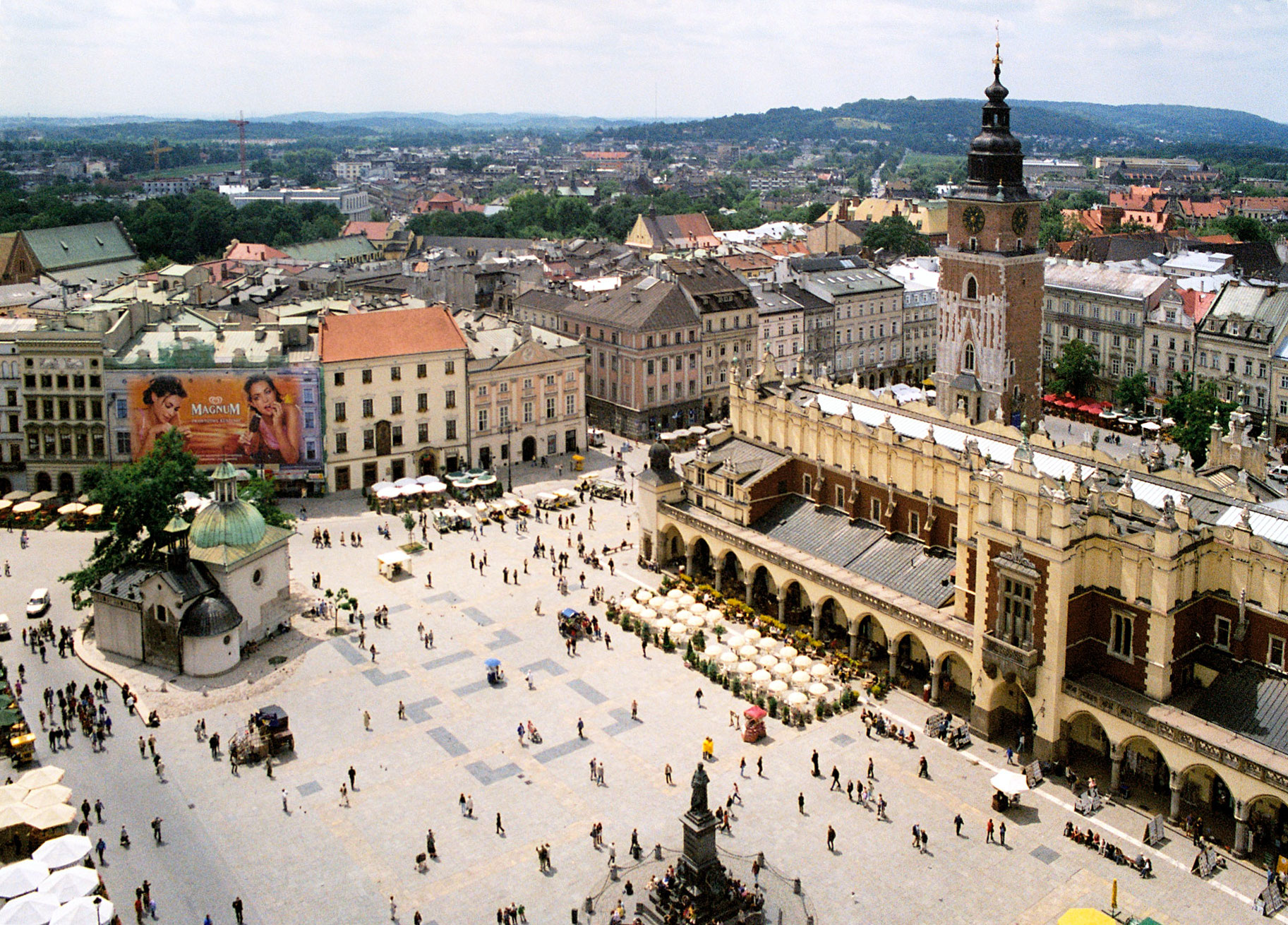
La plaza del mercado desde la torre de Santa María.

La plaza del mercado (Rynek Główny), de 200 metros de lado, construida a mediados del siglo XIII, es la más grande de Europa. En su centro se encuentra el gran mercado de telas, edificio renacentista del siglo XIV ocupado en la actualidad por tiendas de recuerdos. En el lado este de la plaza destacan la Basílica de Santa María y la estatua de Adam Mickiewicz.
Las iglesias y los palacios de Cracovia muestran una riqueza de color con detalles arquitectónicos como vidrieras, pinturas y esculturas. Destacan la torre del ayuntamiento, construida en 1383 y la basílica de la Asunción de Nuestra Señora, con tres naves y portada con dos torres, cuya construcción se inició en 1360 y que es un magnífico ejemplo del estilo gótico polaco.
Hacia el suroeste se encuentran los edificios más antiguos, que pertenecen a la Universidad Jagellónica, fundada por Casimiro III el Grande en 1364.

## El núcleo medieval de Kazimierz

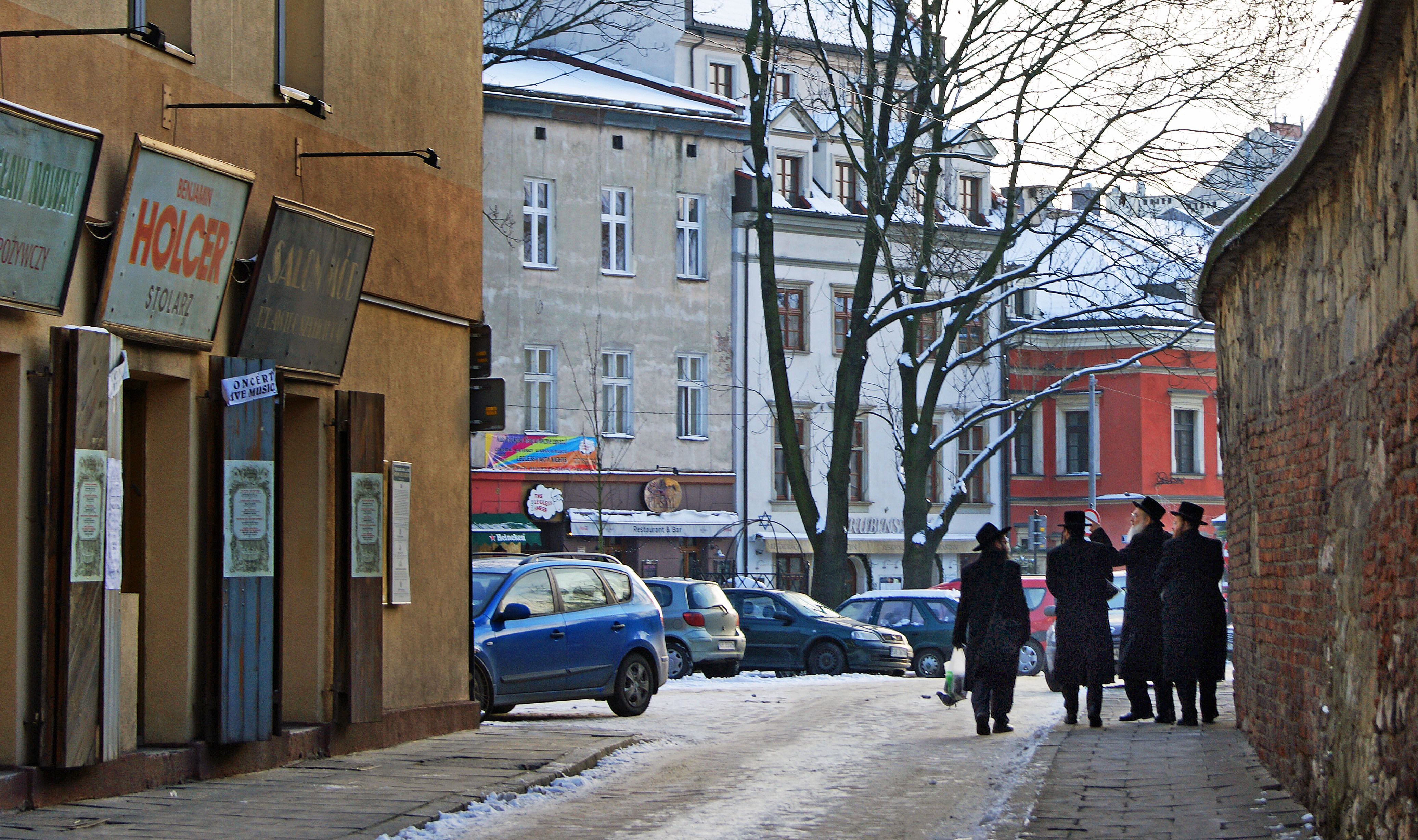
Kazimierz.

El núcleo medieval de Kazimierz, centro histórico de los judíos de Cracovia, fue fundado en 1335, y se caracteriza por sus murallas del siglo XIV y por sus casas apiñadas. Entre sus monumentos destacan las iglesias de Santa Catalina (1340-1426), la Basílica del Corpus Christi (1369-1405) y la iglesia barroca Na Skałce (sobre la roca).
Entre los dos núcleos medievales se encuentra el barrio de Stradom, con los monasterios de los Bernardinos (siglo XV) y de los Misioneros (siglo XVII).

## Curiosidades
Se dice que la iglesia de Santa María tiene dos torres desiguales, por la competitividad de dos hermanos arquitectos que apostaron para ver quién podía hacerla más alta y en menos tiempo. Para ganar la apuesta uno de ellos asesinó al otro. Luego el homicida se arrepintió y se tiró desde la torre que construyó. Sobre la puerta del mercado de telas más cercano a la iglesia de Sta. María se encuentra la navaja con la que se cometió el asesinato.

## Museos
En Cracovia, hay muchos museos interesantes, con obras de Rembrandt y Leonardo da Vinci.

## Otras imágenes

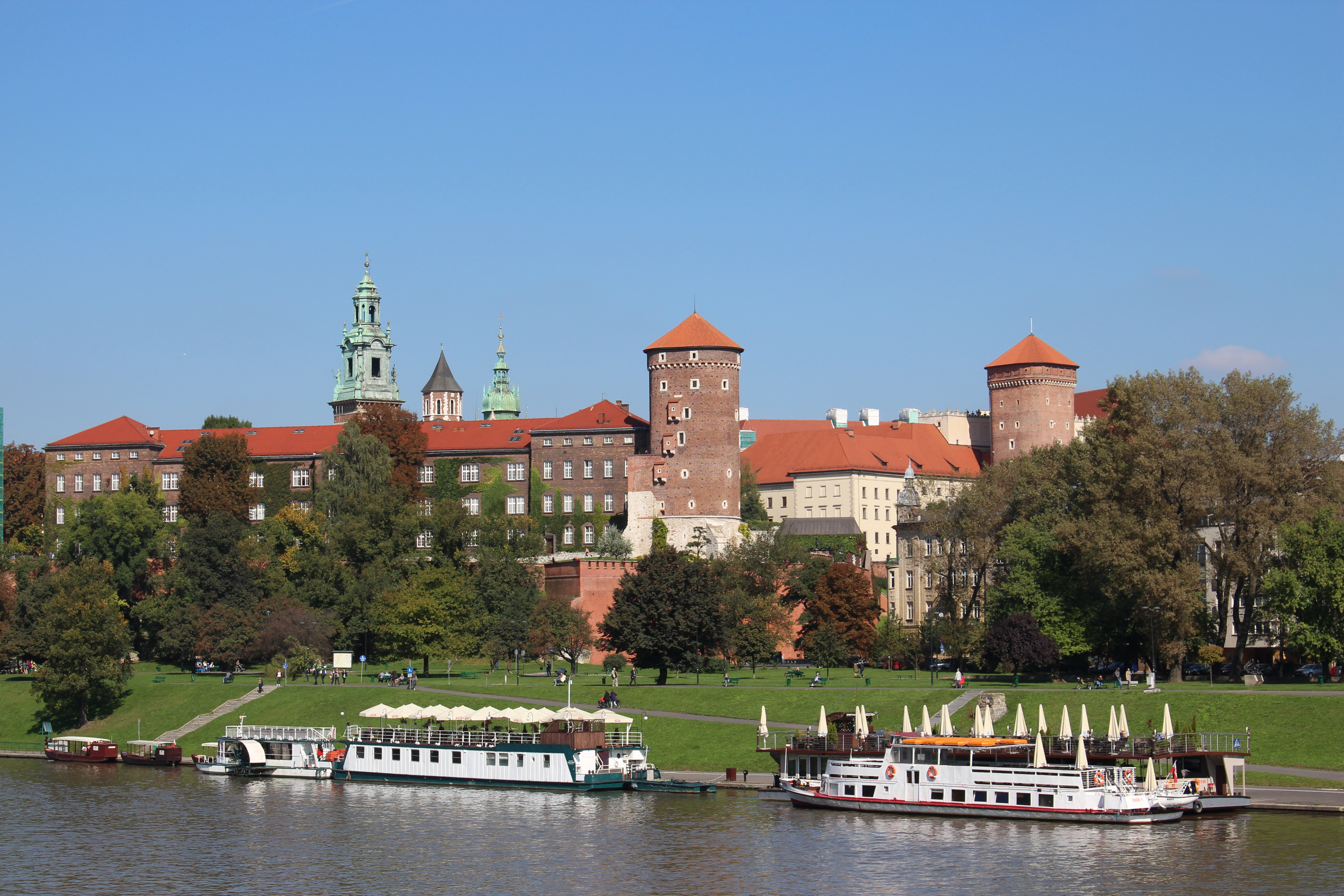
Castillo Real de Cracovia.
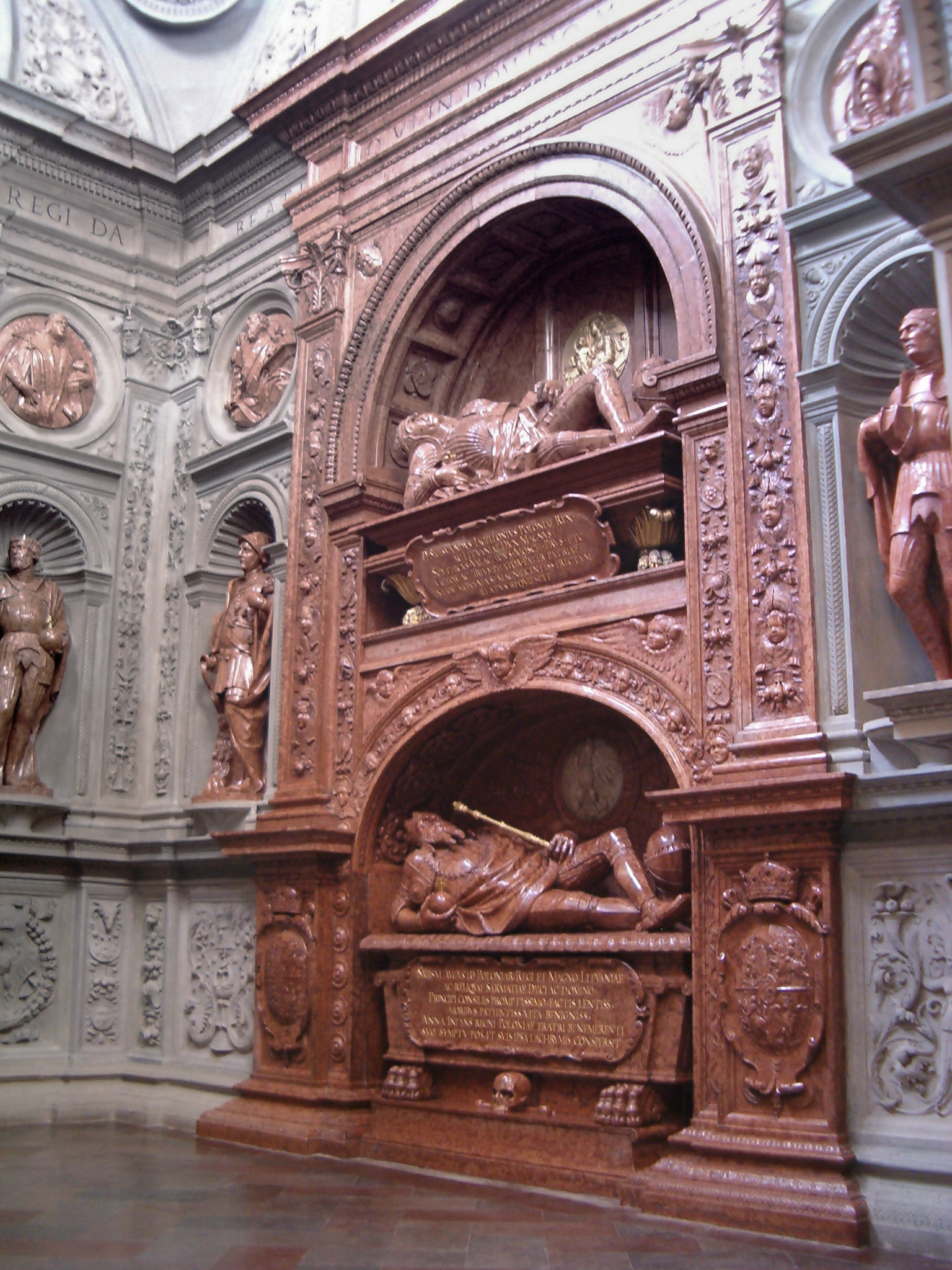
La Capilla de Segismundo.
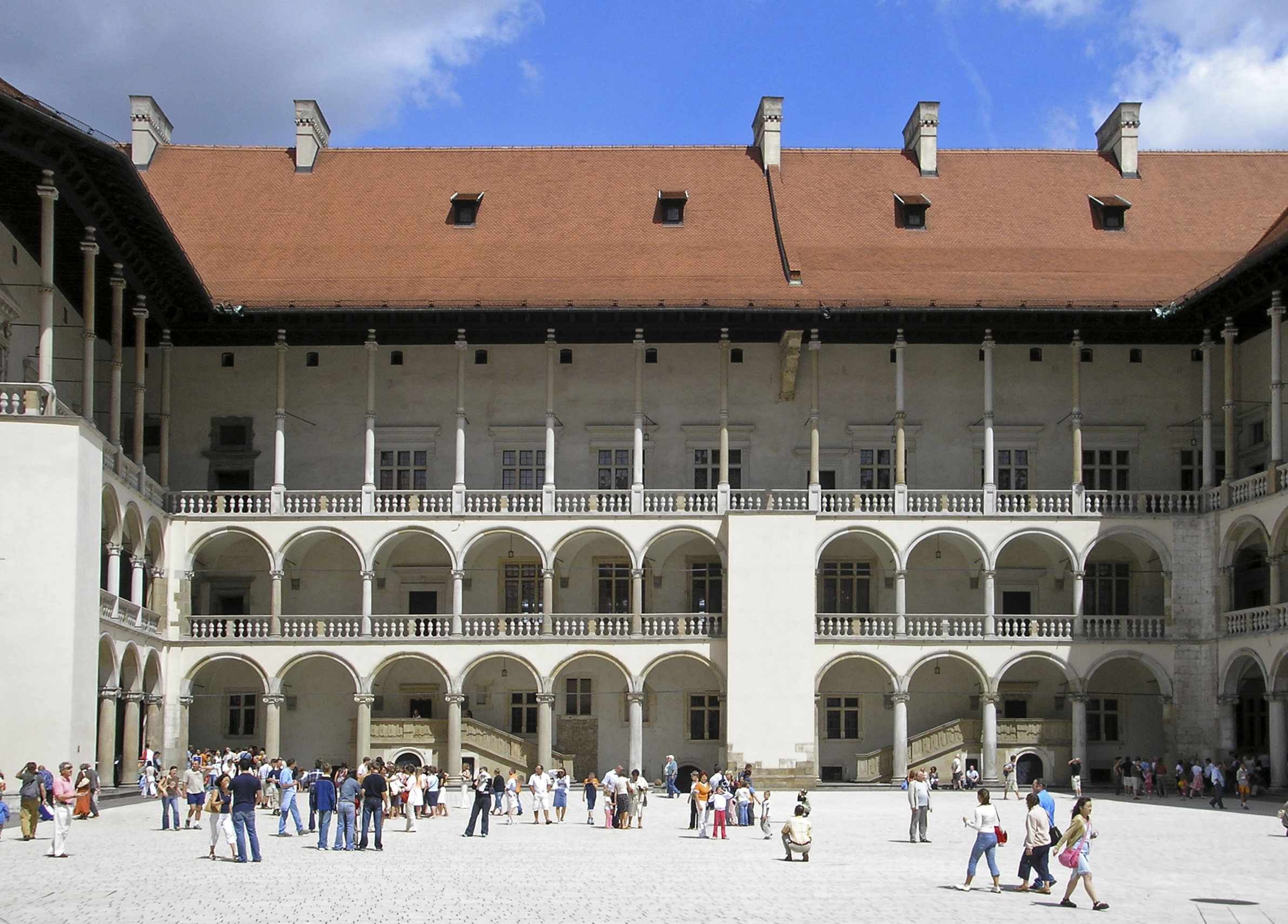
Castillo Real de Cracovia.
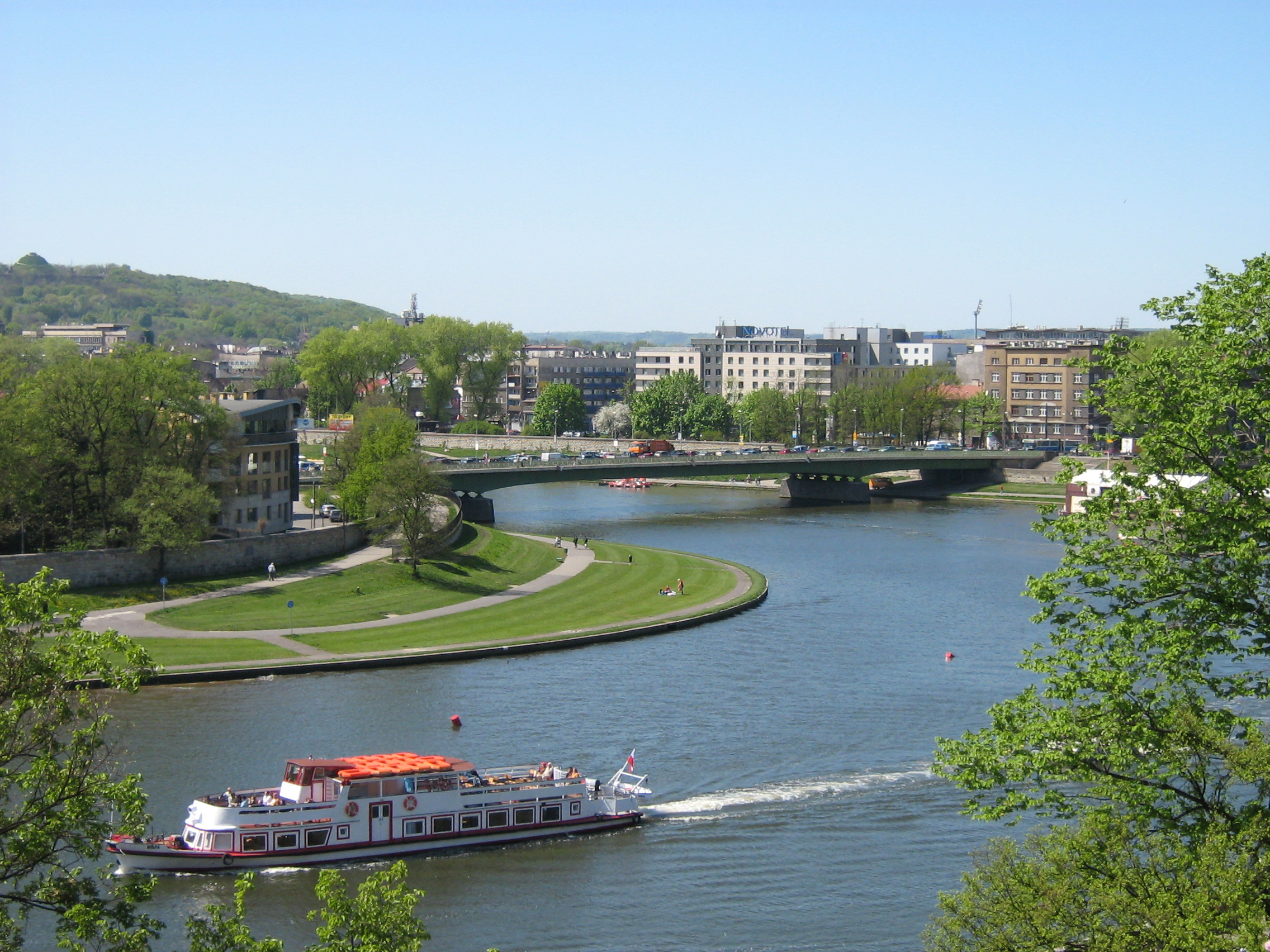
Vista desde el castillo - Vistula.
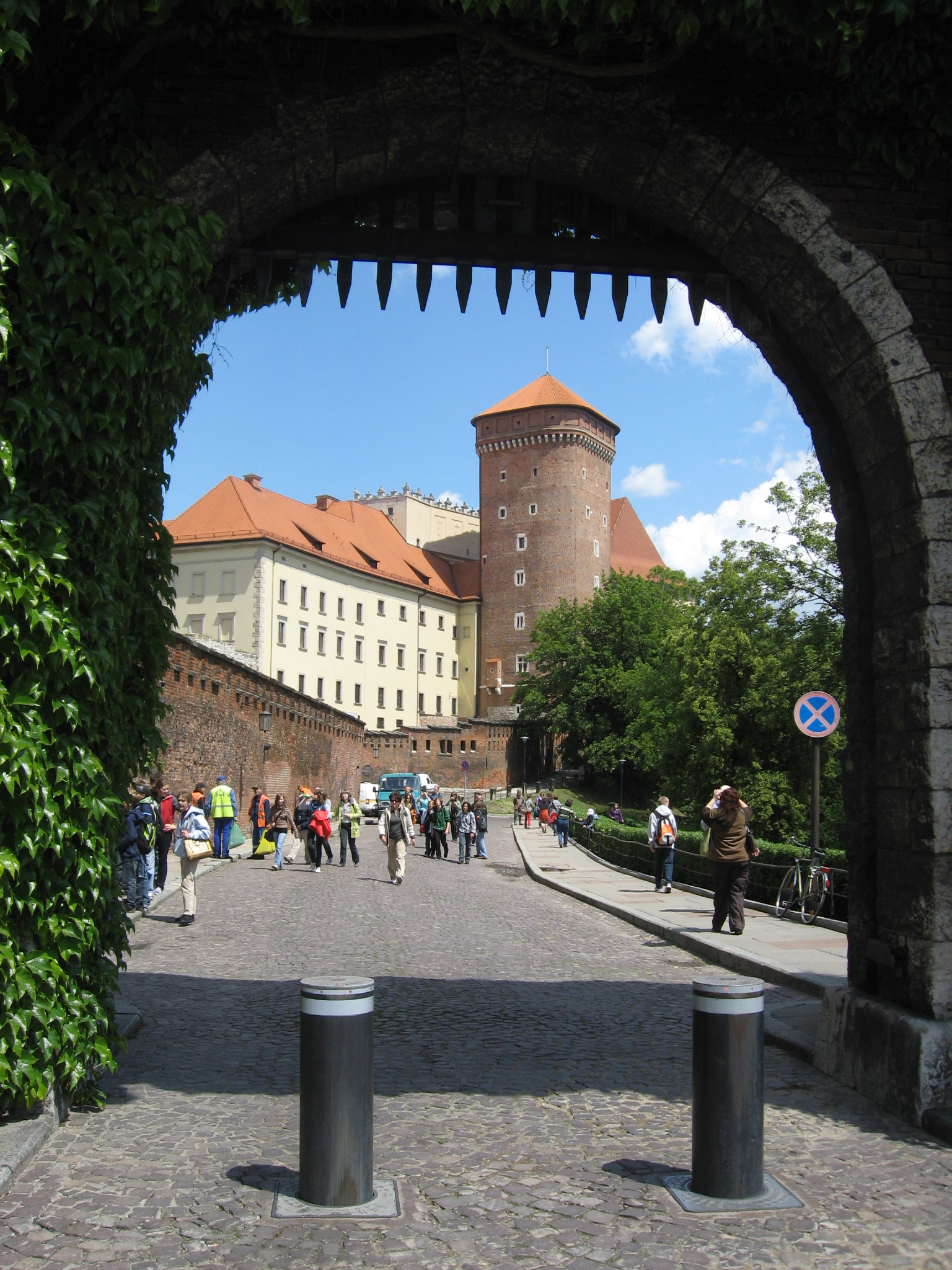
Wawel, una de las puertas.
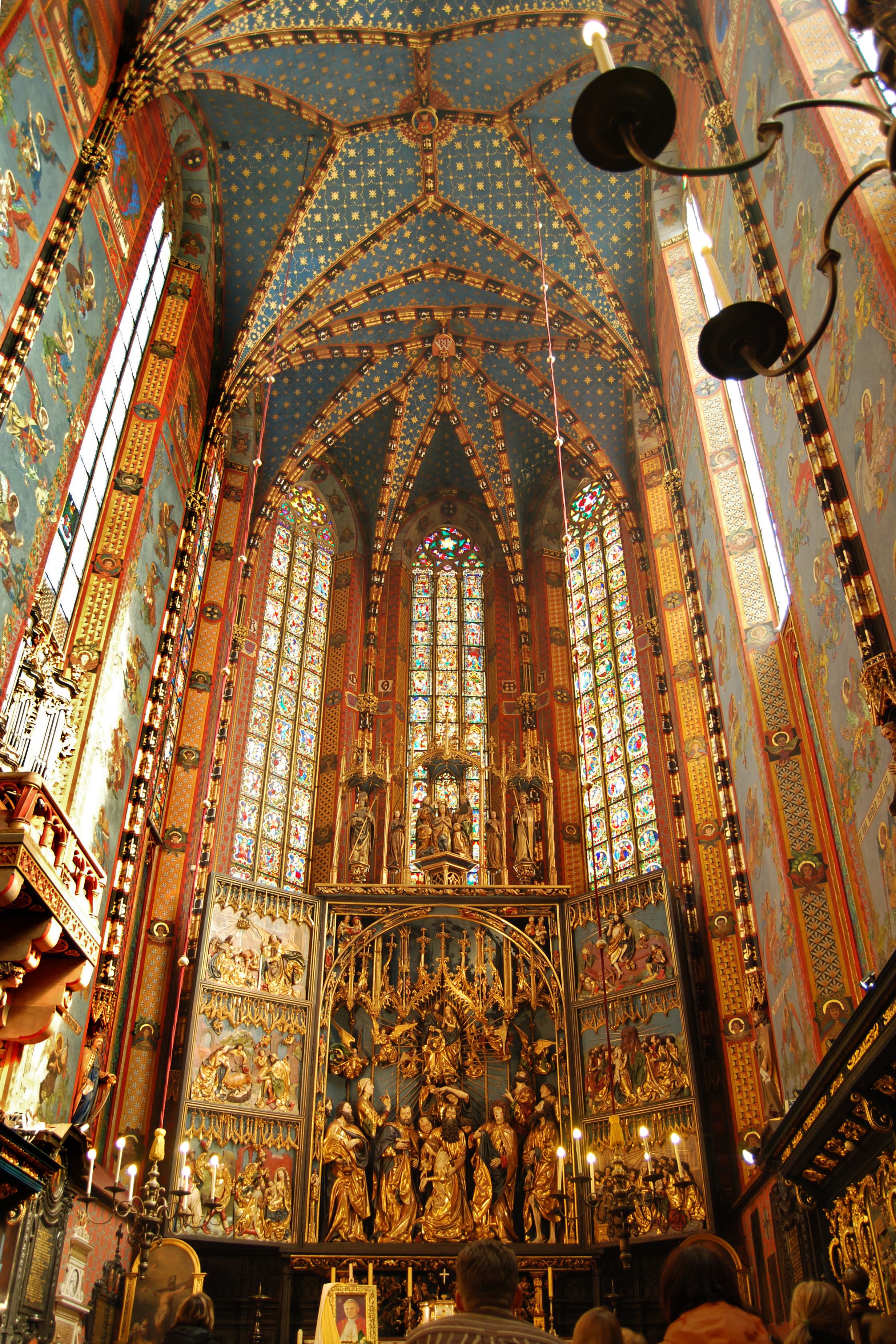
Basílica de Santa María interior con tríptico Veit Stoss.
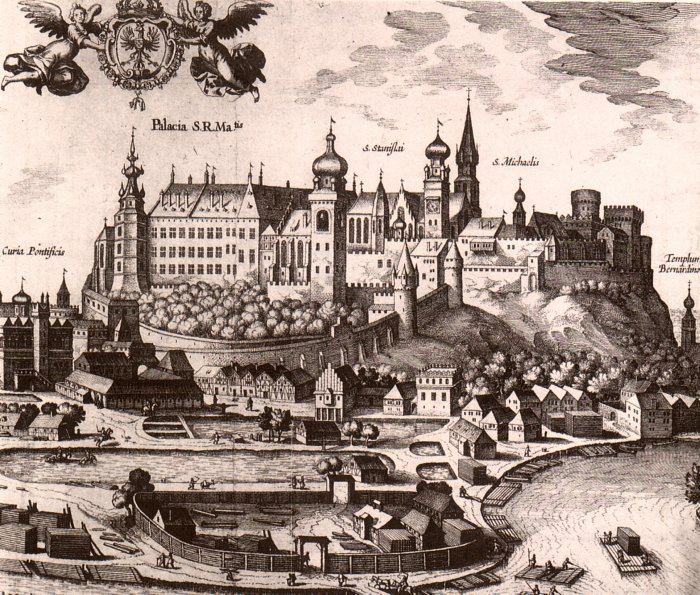
Castillo de Wawel en el siglo XVI.
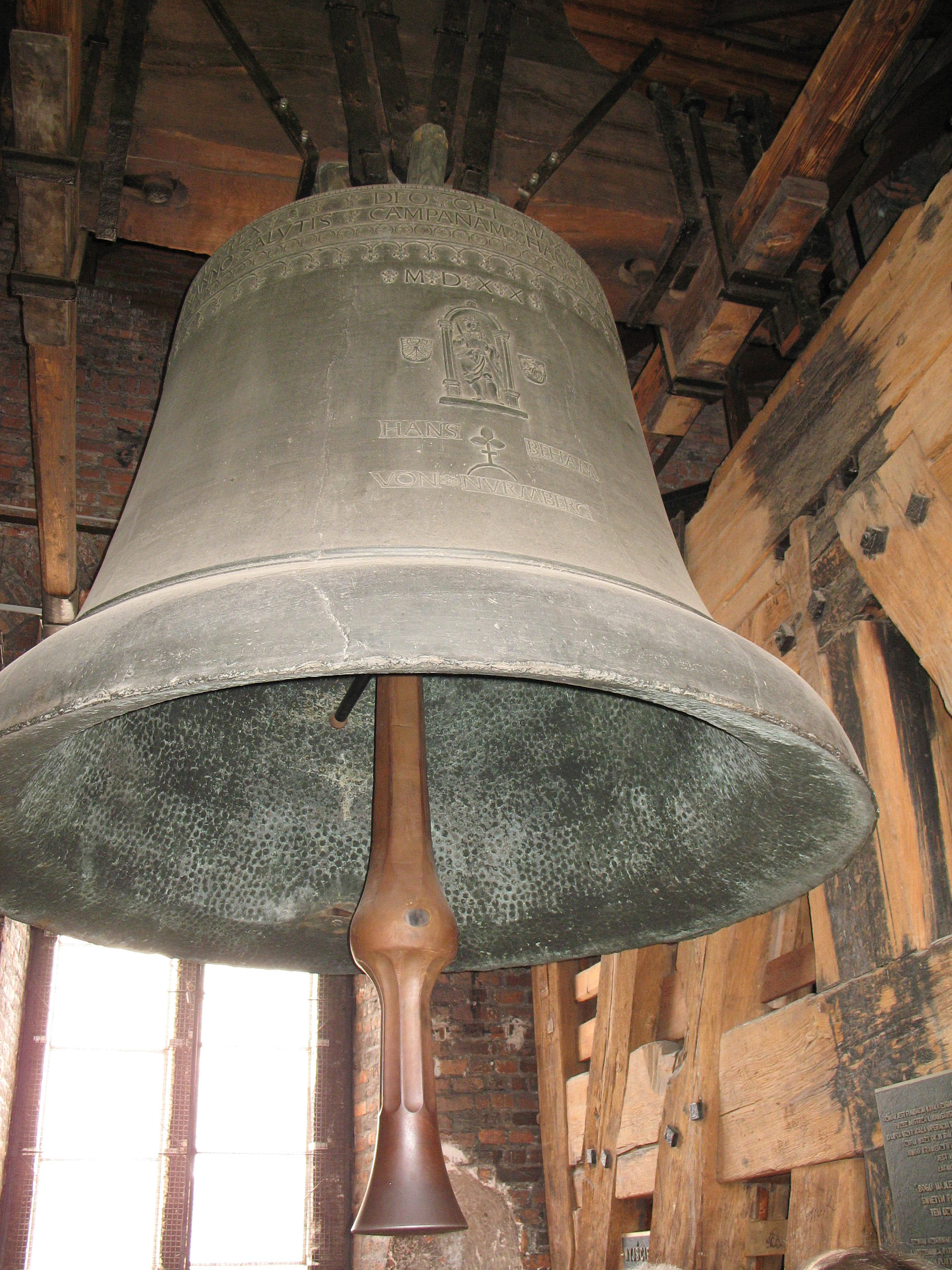
Campana Segismundo Viejo.
La dama del armiño de Leonardo da Vinci, Museo Czartoryski.
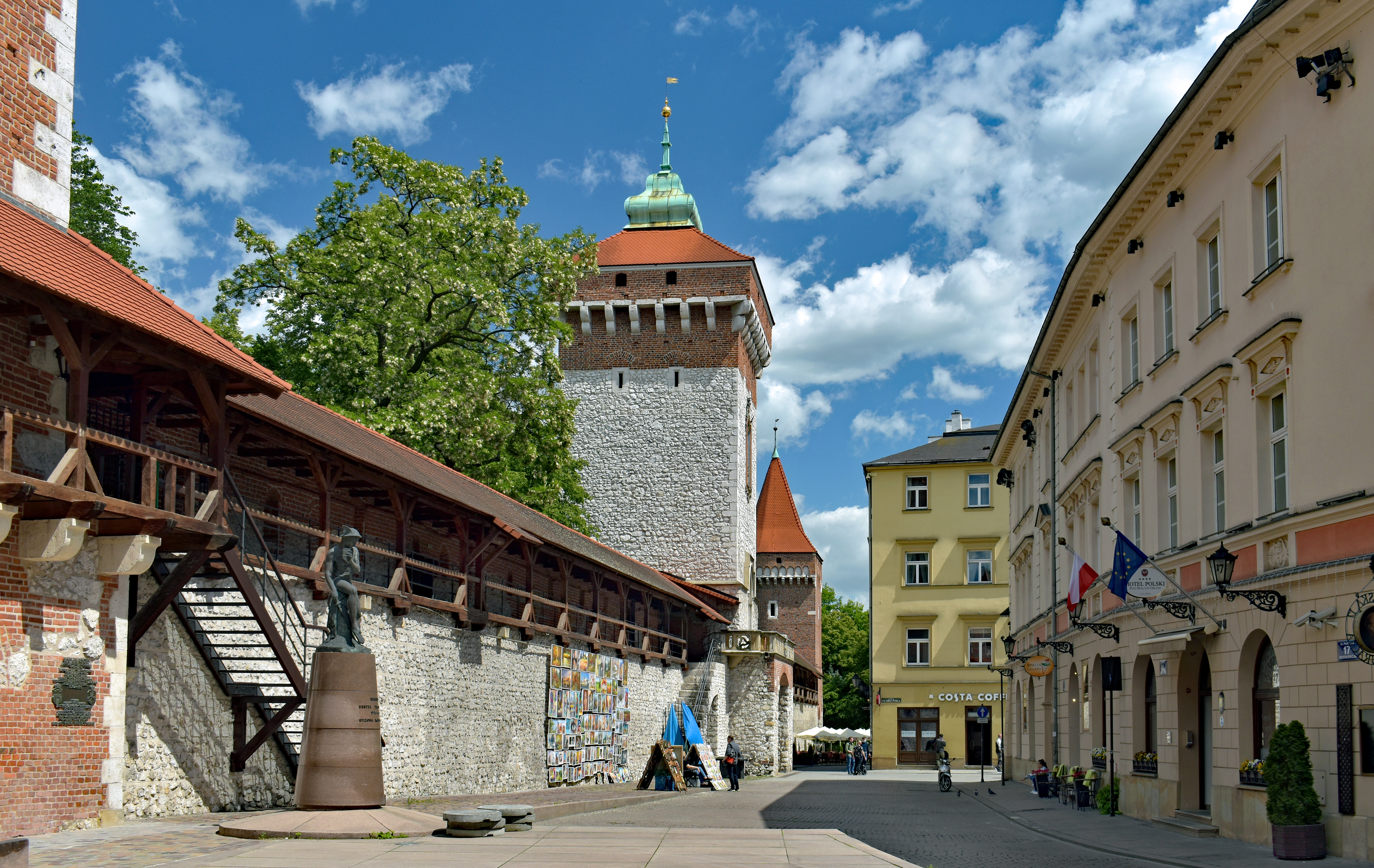
La era.
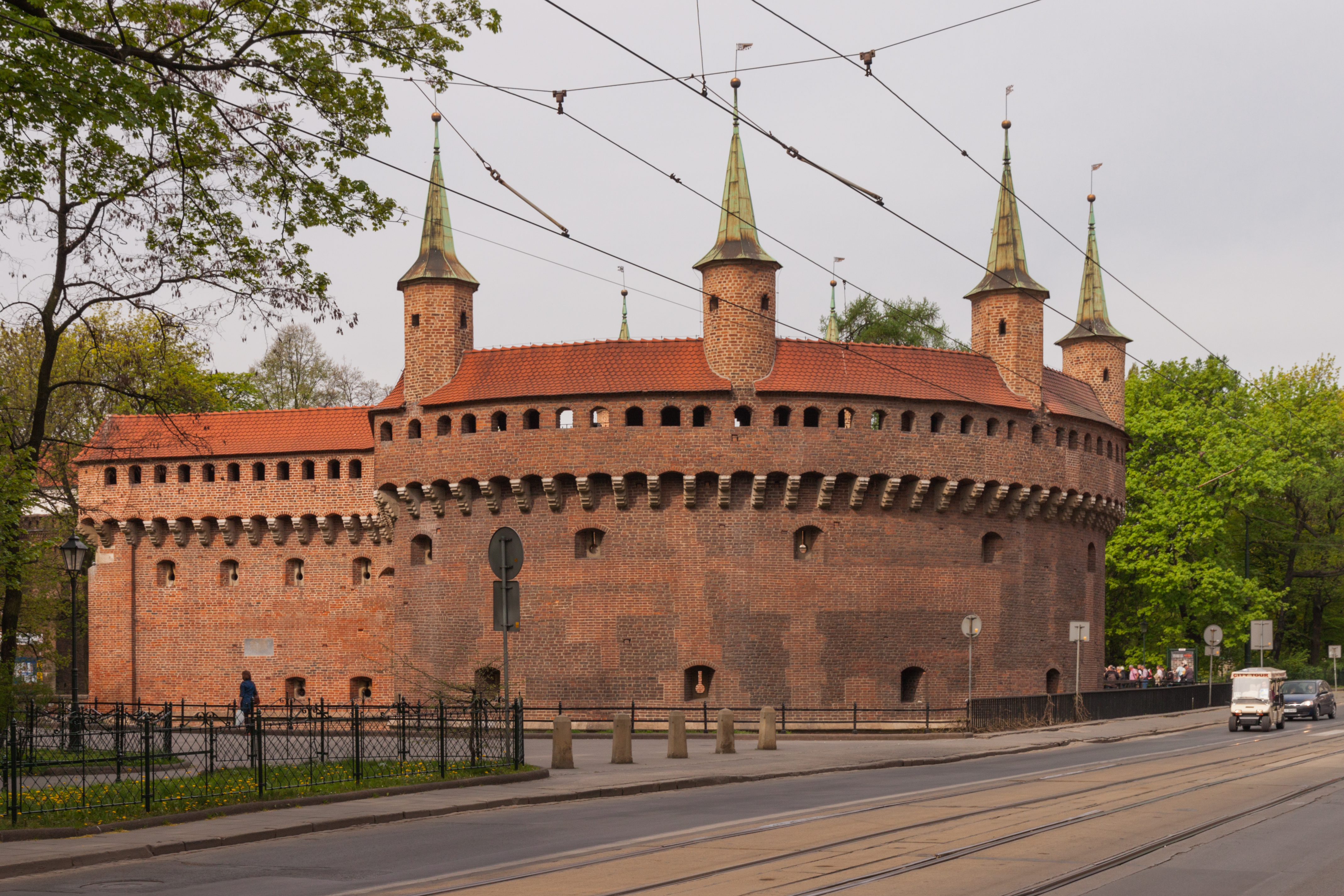
Barbacana.